# Pensiero unico
Il pensiero unico (dal francese pensée unique) descrive, con accezione negativa, l'assenza di differenziazione nell’ambito delle concezioni e delle idee politiche, economiche e sociali.

## Storia
(Ignacio Ramonet)
Il termine fu coniato nel gennaio del 1995 in un editoriale di Le Monde diplomatique da Ignacio Ramonet, direttore responsabile di "Le Monde diplomatique" e membro onorario di Attac. Egli lo intende come «il concetto del primato dell'economia sulla politica, tanto più forte in quanto un marxismo distratto non lo contesterebbe».

## Critiche
La critica al pensiero unico intende puntualizzare la crescente riduzione del dibattito politico a temi imposti dall'alto e troppo spesso dati per scontati e non contestabili da parte della cultura dominante.
Ad esempio è molto noto l'argomento populistico There Is No Alternative (non c'è alternativa) di Margaret Thatcher ex primo ministro del Regno Unito, spesso riassunto in acronimo come TINA ed ampiamente adottato da altri politici (per esempio Gerhard Schröder, ex primo ministro della Germania, tradusse l'argomentazione in tedesco: "Es gibt keine Alternativen").
Fra gli assiomi del neoliberismo, che la critica al pensiero unico tende a contestare, si possono citare indicativamente:
- L'economia di stampo liberista (e la crescita illimitata) come scienza che governa la società. La politica e tutte le altre scelte culturali tendono ad essere assoggettate al potere economico.
- Il mercato come parametro principale che determina il successo o l'insuccesso di ogni attività umana in generale.
- Il valore di un individuo dipende unicamente dal suo successo economico.
- Servizi, istruzione, sanità, ambiente e welfare affidati in gran parte all'iniziativa privata ed alla legge di mercato.

### Pensiero unico comepseudoscienza
Alcuni autori hanno sintetizzato la concezione del pensiero unico in campo economico come di una ideologia vuota, edificata al solo scopo di difendere gli interessi degli ultramilionari.